# Fritz Kraemer
Fritz Kraemer est un militaire allemand de l'armée de terre puis de la Waffen-SS, né le 12 décembre 1900 à Stettin (Empire allemand) et mort le 23 juin 1959 à Höxter (Allemagne).
Lorsqu'il est transféré dans la Waffen-SS en août 1944, il est promu SS-Brigadeführer ; sur de très brèves périodes, il commande alors le 1er SS-Panzerkorps puis la 12e SS-Panzer-Division « Hitlerjugend ».
Après la guerre, il est jugé et condamné à dix ans de prison pour son rôle dans le massacre de Malmedy.

## Biographie
Kraemer rejoint la Reichswehr en 1919 et fréquente ensuite l’Académie de guerre de Prusse. En 1939, il est affecté dans la 13e Panzerdivision.
Kraemer se distingue lors de l'invasion de la Pologne en septembre 1939 et lors de la campagne à l'ouest au printemps 1940. Il est décoré de la croix de fer de 2e classe et de la croix de fer de 1re classe, respectivement les 6 octobre 1939 et 26 mai 1940. Le 11 octobre 1940, il est promu chef adjoint des opérations de la 13e division d'infanterie qui est le jour même intégrée à la 13e Panzerdivision.
En juillet 1943, Kraemer est promu chef de l’état-major du nouveau 1er SS-Panzerkorps, formé dans le Nord de l’Italie, avec pour commandant en chef Sepp Dietrich. Le 1er août 1944, Kraemer est formellement intégré à la Waffen-SS avec le grade de SS-Brigadeführer. Lors de la bataille de Normandie, Krämer agit au titre d'adjoint de Dietrich puis de Georg Keppler, tout en assurant l’intérim entre les deux généraux SS : après la capture de Kurt Meyer, surnommé « Panzermeyer », le SS-Obersturmbannführer Hubert Meyer, qui devient commandant de la 12e SS-Panzer-Division « Hitlerjugend » rattachée au 1er SS-Panzerkorps. Kraemer succède ensuite à Hubert Meyer d’octobre à novembre 1944.
Puis, Kraemer rejoint son ancien commandant, Sepp Dietrich, en devenant chef de l’état-major de la 6e Panzerarmee, auquel sont rattachés la 1re division « SS Leibstandarte SS Adolf Hitler » et en conséquence le Kampfgruppe Peiper, responsable d’exactions pendant la bataille des Ardennes.
Dietrich et son chef d’état-major, Kraemer, se rendent à l'armée américaine trois jours après la capitulation de l’Allemagne, le 11 mai 1945 ; ils se trouvent alors à proximité de Vienne.
Kraemer est jugé en 1946 pour sa responsabilité dans le massacre de Malmedy, en tant que chef d’état-major de la 6e Panzerarmee, et condamné à dix ans de prison. Après sa libération, il vit quelques années à Höxter, en Allemagne, jusqu'à sa mort à l’âge de 58 ans : il est enterré avec les honneurs militaires.

## Décorations
- Croix de fer
  - Croix de fer de 2e classe le 6 octobre 1939
  - Croix de fer de 1re classe le 26 mai 1940
- Croix de chevalier de la croix de fer le 17 décembre 1942 comme Oberstleutnant im Generalstab (« lieutenant-colonel d’état-major ») et Ia (agent des opérations) dans la 13e Panzer-Division[1]